# Rejon taboriński
Rejon taboriński (ros Таборинский район) – rejon będący jednostką podziału administracyjnego rosyjskiego obwodu swierdłowskiego

## Historia
Rejon taboriński znajduje się w północno-wschodniej części obwodu swierdłowskiego i według statystyk z 2010 roku liczba jego mieszkańców wyniosła 4099, podczas gdy kilka lat wcześniej było to 4300. Rosyjskie osadnictwo na obszarze dzisiejszego rejonu taborińskiego datuje się na 1583 rok. Pod koniec XVIII wieku istniała na tym terenie parafia, a sam związek taborińskich osad ludzkich liczył 17 wsi. Mieszkańcy utrzymywali się głównie z rolnictwa, rybołówstwa, polowań i hodowli bydła. Na początku XX wieku zwiększa się liczba mieszkańców wraz z napływem chłopów z Białorusi, głównie z guberni mińskiej i mohylewskiej. Po przewrocie bolszewickiej i zakończeniu wojny domowej na tym terenie umacnia się władza sowiecka. W czasach stalinowskich obszar przechodzi politykę forsownej kolektywizacji. Sam rejon taboriński został natomiast utworzony w 1924 roku. Władze sowieckie rozpoczęły też inwestycje w przemysł, utworzono m.in. zakłady przetwórstwa ryb, zakład produkujący zastawy stołowe, cegielnię. Według statystyk z 1989 roku na terenie rejonu znajdowało się 46 osad ludzkich, a już po rozpadzie Związku Radzieckiego, spis powszechny z 2001 roku pokazał, że 10 z tych osad jest niezamieszkanych. Po 1991 zaczęło przekształcać miejscowe kołchozy w nowoczesne farmy, ale w czasach kryzysu trudno było zatrzymać odpływ ludności do większych miast.

## Charakterystyka
Rejon taboriński ma charakter głównie płaski, położony na wschód od gór Ural. Odległość do centrum obwodowej stolicy Jekaterynburga wynosi 359 kilometrów, a najbliższa stacja kolejowa znajduje się w Tawdzie w odległości 87 kilometrów. Centrum administracyjnym rejonu jest miasto Tabory, a w skład rejonu wchodzi 33 osad ludzkich. Przez obszar rejonu przepływa rzeka Tawda. Zwierzęta zasiedlające rejon to m.in. bobry, dziki, sobole i lisy. Na terenie rejonu znajdują się takie placówki kulturalne jak biblioteki, szkoły, a także muzeum regionalne. Rejon posiada własny herb i flagę, których użycie reguluje specjalna ustawa.